# Peperomia sucumbiosensis
Peperomia sucumbiosensis är en pepparväxtart som beskrevs av Truman George Yuncker. Peperomia sucumbiosensis ingår i släktet peperomior, och familjen pepparväxter. Inga underarter finns listade i Catalogue of Life.